# ريتشارد فايسه
ريتشارد فايسه (بالإنجليزية: Richard Wiese)‏ هو مستكشف وكاتب أمريكي، ولد في 13 يوليو 1959 في لونغ آيلند في الولايات المتحدة.

## وصلات خارجية
- ريتشارد فايسه على موقع IMDb (الإنجليزية)
- ريتشارد فايسه على موقع قاعدة بيانات الفيلم (الإنجليزية)